# 逢沢はるか
逢沢 はるか（あいざわ はるか、1972年7月30日 - ）は、日本のモデル、女優。シエロ所属。

## 略歴・人物
北海道出身。2014年9月、アダルトビデオメーカー・マドンナとE-BODYの2社専属女優「黒木琴音（くろき ことね）」としてデビューした熟女系の巨乳AV女優。4作品に出演し休業。
2015年より「逢沢はるか」と改名し活動を再開。

## 出演作品

### アダルトDVD
2014年
- 熟女大好きしょうちゃんVS美熟女奥様編（7月19日、センタービレッジ）※「中山早紀」名義
- 犯された美熟女（8月14日、センタービレッジ）※「中山早紀」名義
- Madonna×E-BODY W専属デビュー!! 舞い降りた奇跡の美熟女 初脱ぎAV出演ドキュメント（9月7日、マドンナ）※「黒木琴音」名義
- 淫乱美熟女 旦那に満足できずAVデビュー Madonna×E-BODY W専属（9月13日、E-BODY）※「黒木琴音」名義
- あなたへ 今晩、ひろこの家に泊まります。（10月7日、マドンナ）※「黒木琴音」名義
- お義父さん、もう許して下さい… ヤラしい義父の嫁いぢり（11月7日、マドンナ）※「黒木琴音」名義

2015年
- あの本物巨乳人妻が旦那に内緒で理性も吹っ飛んだ中出し性交（2月25日、本中）
- 艶女 リ・スタート 42歳 逢沢はるか（2月28日、HMJM）
- 人妻 奴隷契約（3月6日、ワープエンタテインメント）
- 東京コールガール（3月13日、BAZOOKA）
- 宝石店を経営する女社長（既婚）は40過ぎても衰え知らずの煌く美貌と性欲で男遊びの日々（3月15日、PANDORA）
- 親族相姦 きれいな叔母さん（3月19日、ヴィーナス）
- 脱ぎたてパンストにくるんでもらう、いやらし手コキ（3月20日、SEX Agent）
- じゅるじゅぱっぐぼじゅぶっごぶぶぶっ… 手を使わずに口だけでイカせます（3月20日、SEX Agent）
- 拘束された女の子のくちマ●コに自由に高速ピストン、でもそれはイラマチオではない（ここ大事）。（3月20日、SEX Agent）
- 過激すぎるド素人娘 4時間スペシャル 23（4月10日、S級素人）[要出典]
- くびれ爆乳一家と夢の下宿生活（4月13日、MOODYZ）
- 友人の母 息子の友人に犯され、幾度もイカされてしまったんです…（4月13日、溜池ゴロー）
- 超ガン見フェラ 2（4月17日、SEX Agent）
- 淫乱団地妻 犯されている私を見てください（4月19日、乱丸）
- カーテンにより視界が遮断され敏感になった下半身をこれでもかとイジられる素人娘達が確実に感じているのに謝礼の為に必死にアエギ声を我慢!! 快感のあまり力が入りすぎて脚ピンになり頑張るが気持ち良すぎて結局「おチンチン入れて欲しい!」と自ら求めてしまう!!（4月24日、UMANAMI）[要出典]
- 犯りたい兄嫁（5月1日、ヴィーナス）
- 夫の上司（5月7日、マドンナ）
- 人妻レズ美アン 〜初めて知ったオンナの味〜（5月13日、U&K）
- フェラしながらオナニーしちゃう変態性欲女子（5月20日、SEX Agent）
- 玉吸い同時手コキで全ての精液が搾り出される地獄（5月20日、SEX Agent）
- 「足裏という新たなる性器」 網タイツの生地越しでの脚コキ（5月20日、SEX Agent）
- 溢れ出る“ムスコ”への愛情（5月22日、バルタン）